# Иё-Нада
Иё-Нада (яп. 伊予灘 иё-нада) — крупнейшее по площади малое море (бассейн) в составе Внутреннего Японского моря (в его западной части).
Иё-Нада ограничен на севере островами Хоё (яп. 防予諸島), на юге — полуостровом Садамисаки. На западе сообщается с плёсом Суо-Нада, на севере — с плёсом Аки-Нада и Хиросимским заливом, на юге — с проливом Бунго.
В Иё-Нада впадают реки первого класса Сигенобу, Хидзи, Оита и Оно.